# Checkinstall
Checkinstall ist ein Kommandozeilenprogramm für Linux-Betriebssysteme zum Erstellen von Slackware-TGZ-, RPM- oder DEB-Paketen aus Quellcodepaketen von Programmen. Es führt make install aus und erstellt dabei ein Paket, welches nachher mit dem distributionseigenen Paketmanager sauber installiert und später auch deinstalliert werden kann. Checkinstall steht unter der GPL2.

## Anwendung von Checkinstall
Nach dem Kompilieren des Codes durch make (wobei das Makefile meist durch ein configure-Script im Wurzelverzeichnis des Quellcodepakets erstellt wird), führt der Aufruf von checkinstall den Befehl make install aus und registriert die Pfade der installierten Dateien. Anschließend wird hieraus ein RPM- oder DEB-Paket erstellt, welches dann mit dem distributionseigenen Paketmanager installiert werden kann.
In den häufigsten Fällen werden also folgende Befehle im Quellcodeverzeichnis ausgeführt:
```
./configure
make
checkinstall #(als root)
```

Nach der Eingabe optionaler Paketinformationen wie Autor und Beschreibung, die auch direkt beim Programmaufruf als Optionen angegeben werden können, erhält man im Verzeichnis das fertige RPM- bzw. DEB-Paket.
Durch die Anwendung von Checkinstall ergeben sich folgende Vorteile gegenüber einer Installation von Hand mit make install:
- Saubere Installation und Deinstallation der Programme
- Übergeht den Paketmanager der jeweiligen Distribution nicht